# Tom Vermeir
Tom Vermeir (Koksijde, 16 augustus 1976) is een Vlaams acteur en muzikant.
Vermeir speelde met het gezelschap het KIP in Gepokt en gemazeld, gezalfd en geslagen, gezoend en verraden! (2012 tot 2014). Ook in het theater speelde hij de gewiekste hoteluitbater in De Pijnders van Compagnie Cecilia, of de mislukte acteur die stand-upcomedy speelt in het solostuk Sta op! in de Antwerpse Arenbergschouwburg. Met HETPALEIS speelde hij mee in Heksie in de kerstvakantie van 2013. Flandrien van de theatergroep Action Zoo Humain met onder meer Mourade Zeguendi, Wim Willaert en Vermeir speelde in de seizoenen 2013-2014 en 2014-2015. Dezelfde seizoenen speelde hij ook in Gloria (in den hoge) van Compagnie Cecilia.
Vermeir vertolkte rollen in heel wat televisieseries, waaronder rollen in Rang 1 (2011) en Zuidflank (2013).  In 2016 had hij een hoofdrol in de langspeelfilm Belgica van Felix Van Groeningen. In 2019 speelde hij in de serie De twaalf. In 2021 nam hij deel aan De Slimste Mens ter Wereld.
Tom Vermeir was een van de zangers en gitaristen van de rockband A Brand.

## Filmografie
- Flikken (1999) - Geert
- Heterdaad (1999) - Carl Moens
- W817 (2000) - Olivier
- Brussel Nieuwsstraat (2002)
- Recht op Recht (2002) - Koen Janssen
- Fight for your Afterlife (2010)
- Rang 1 (2011-2012) - Victor Dewulf
- Zuidflank (2013) - Flauwe Plezante
- Eigen kweek (2013)
- Vermist (2014) - Kurt Verdonck
- Belgica (2016) - Frank Cannoot
- Salamander (2018) - Burton
- De Dag (2018) - Dries
- Over water (2018, 2020) - dokter
- The Team (2019) - Jan
- Baantjer: het begin (2019) - Seppe Brunae
- All Of Us (2019) - Bruno
- De twaalf (2019) - Joeri Cornille
- De Bende van Jan de Lichte (2020) - poelier
- Albatros (2020) - Patrick
- Lockdown (2021) - conciërge
- Beau Séjour (2021) - Joachim Claes
- Hotel Poseidon (2021) - David
- La ruche (2021) - Vincent
- Grond (2021) - Bram / Brahim
- Twee Zomers (2022) - Peter Van Gael
- Nonkels (2022) - Ivan
- H4Z4RD (2022) - beveiligingsagent
- 1985 (2022) - adjudant Guy Goffinard
- Zonder Afspraak (2023) - Patrick
- L'Amour ouf (2024) - Hollandse passant
- Waarom Wettelen? (2024) - Herman
- Putain (2025) - Rainer
- Dood Spoor (2025) - Kenneth Goll